# By the Way (песня)
«By the Way» — песня американской рок-группы Red Hot Chili Peppers, первый сингл из одноимённого альбома. Это шестая композиция группы, которая достигла вершины хит-парада Modern Rock Tracks, и возглавляла его на протяжении 14-ти недель (наряду с «Dani California»), что является вторым результатом среди всех синглов группы, уступая только «Scar Tissue», который лидировал на протяжении 16-ти недель. Также, «By the Way» занял верхнюю строчку хит-парада Mainstream Rock Tracks, став четвёртым синглом RHCP, отметившимся на первом месте этого чарта.
По поводу выбора песни в качестве первого сингла, гитарист Джон Фрушанте заметил: «Это была не наша идея — сделать её „первой ласточкой“, но менеджеры считали эту песню чертовски захватывающей и их энтузиазм убедил нас… на мой взгляд, они сообразили, что она сочетает в себе беспроигрышную комбинацию: мелодичный и дикий саунд». Вокалист Энтони Кидис уточнил: «Мне казалось, сингл был супер-немейнстримовым, эдаким кукишем в кармане. И то, что его так хорошо приняли [в Великобритании] шокировало меня до глубины души, но в то же время, это было очень захватывающее чувство».
С момента своего дебюта в 2002 году, песня исполняется почти на каждом концерте группы, что делает её одной из самых популярных песен в репертуаре RHCP с более чем 350 отыгранных шоу.

## Музыкальное видео
Музыкальное видео было снято режиссёрским дуэтом Джонатана Дэйтона и Валери Фарис, которые уже сотрудничали с музыкантами, создав видеоклипы на многие другие песни RHCP. Сюжет клипа не придерживается текста песни, это в большей степени самостоятельная история.
Видео начинается с того, что Энтони Кидис ловит такси. Он садится в подъехавшую машину и таксист (его играет Дэйв Шеридан) узнаёт в своём пассажире вокалиста RHCP. Таксист ставит в CD-проигрыватель сингл «By the Way» дабы угодить Кидису, что вызывает у него скромную улыбку. Таксист начинает выходить из-под контроля: он начинает подпевать песне и ускоряет машину, вовсе игнорируя безопасность на дороге. Он блокирует двери, что вызывает у Кидиса тревогу; музыкант пытается позвонить со своего мобильного телефона, но таксист замечает это и резко бьёт по тормозам, перехватывает телефон у Кидиса и выбрасывает его в окно. Выехав на окраину, таксист всячески сходит с ума — наматывает безумные дрифты на пыльной дороге и в конце концов заезжает под мост. Таксист выходит из машины, достаёт из багажника хемилюминесцентные палочки и начинает танцевать.
В это время Кидису наконец-то удаётся отправить сообщение с пейджера: «Помогите! Меня похитили!» Фли и Джону Фрушанте, которые обедают в кафе. Сначала они не воспринимают это всерьёз и игнорируют его, но затем, когда Энтони отправляет сообщение во второй раз, музыканты садятся в машину и отправляются на поиски друга. Заметив такси, они начинают его преследовать — завязывается погоня с агрессивным поведением на дороге. Энтони замечает своих друзей и, разбив стекло рукой, перепрыгивает из окна такси в грузовик Фли. Они тут же сворачивают на другую дорогу, а такси уезжает дальше. В финале клипа таксист проезжает мимо голосующего Чада Смита, узнаёт его, останавливается, забирает пассажира и уезжает прочь.

Энтони Кидис о видеоклипе:
Это похищение … Таксист похищает меня и просто слетает с катушек, он мчится через весь город на окраину; он мой фанат, но это (пауза)… неадекватный человек с явным обессивно-компульсивным расстройством, он видит меня и пользуется ситуацией по-максимуму… переходит все границы, а мои друзья должны прийти и спасти меня».
- Существует предположение, что туннель, в который таксист привозит Кидиса — Belmont Tunnel, он находится под тем самым мостом, о котором поётся в песне «Under the Bridge», написанной в период, когда Кидис боролся с тяжёлой наркозависимостью[7].
- Книга, которую Энтони держит в начале клипа — «Лексикон Дьявола: мимолётное время и короткая жизнь Дарби Крэша и группы The Germs», биография покойного Дарби Крэша, его творчество оказало сильное влияние на вокалиста RHCP. Таксист возвращает ему эту книгу в связующем музыкальном видео на песню «Universally Speaking».
- В клипе есть киноляп: когда таксист забирает Чада Смита, разбитое стекло вновь полностью целое.

## Список композиций
Компакт-диск, версия 1 / Австралия
1. «By the Way» (альбомная версия) — 3:35
2. «Time» (прежде не издавалась) — 3:47
3. «Teenager in Love» (прежде не издавалась) — 3:01

Компакт-диск, версия 2 / Австралия
1. «By the Way» (альбомная версия) — 3:35
2. «Search and Destroy» (Игги Поп, Джеймс Уильямсон) (концертная версия) — 12:13
3. «What Is Soul?» (Джордж Клинтон) (концертная версия) — 3:58

Компакт-диск, версия 3
1. «By the Way» (альбомная версия)
2. «Time» (прежде не издавалась)
3. «Search and Destroy» (концертная версия)

Компакт-диск, версия 4 / Великобритания
1. «By the Way» (альбомная версия) — 3:35
2. «Time» (альбомная версия) — 3:47
3. «Teenager in Love» (прежде не издавалась) — 3:01
4. «Search and Destroy» (концертная версия) — 12:13

Грампластинка / Канада
1. «By the Way» (альбомная версия)
2. «Time» (прежде не издавалась)

DVD-версия
1. «By the Way» (музыкальное видео) — 3:36; режиссёры: Джонатан Дэйтон и Валери Фэрис
2. «Obsessive, Compulsive, Psychologically, Misarranged Cabdriver/Fan (Создание клипа „By the Way“)» — 13:45; режиссёры: Байрон Шоу и Барт Липтон (Brown & Serve)
3. «By the Way» (концертная версия) — 3:36

## Участники записи
- Энтони Кидис — ведущий вокал
- Джон Фрушанте — гитара, бэк-вокал
- Фли — бас-гитара
- Чэд Смит — ударные, бубен

## Хит-парады
| Хит-парад (2002)                     | Высшая позиция |
| ------------------------------------ | -------------- |
| Австралия (ARIA)                     | 6              |
| Австрия (Ö3 Austria Top 40)          | 7              |
| Бельгия/Фландрия (Ultratop 50)       | 50             |
| Бельгия/Валлония (Ultratop 50)       | 31             |
| Canada (Canadian Hot 100)            | 2              |
| Дания (Tracklisten)                  | 6              |
| Финляндия (Suomen virallinen lista)  | 4              |
| Франция (SNEP)                       | 29             |
| Германия (GfK)                       | 22             |
| Италия (FIMI)                        | 1              |
| Нидерланды (Single Top 100)          | 12             |
| Новая Зеландия (Recorded Music NZ)   | 13             |
| Норвегия (VG-lista)                  | 6              |
| Испания (PROMUSICAE)                 | 5              |
| Швеция (Sverigetopplistan)           | 7              |
| Швейцария (Schweizer Hitparade)      | 8              |
| США (Billboard Hot 100)              | 34             |
| Billboard Hot Modern Rock Tracks     | 1              |
| Billboard Hot Mainstream Rock Tracks | 1              |